# Phyllograptus
Phyllograptus is een geslacht van uitgestorven graptolieten uit het Vroeg- tot Midden-Ordovicium.

## Beschrijving
Phyllograptus was een kolonievormend organisme. De kolonie had een bladachtig uiterlijk en was samengesteld uit vier rijen lange thecae (enkelvoud theca: het chitineuze bekervormige huisje van een individu uit de kolonie) met kleine bekeropeningen, kruisgewijs rug aan rug gerangschikt. Wegens de sterk afgeplatte vorm waren er bij exemplaren in schalie meestal maar een paar thecae duidelijk zichtbaar. Dit geslacht had een drijvende leefwijze aan de oceaanoppervlakte, dankzij de bladvormige structuur. De normale lengte van de kolonie bedroeg ongeveer 3,5 centimeter.